# Diego Duque de Estrada
Don Diego Duque de Estrada (Toledo, Spanyolország, 1589. augusztus 15. – 1647?) spanyol memoáríró, katona és kalandor.

## Élete
Juan Duque de Estrada főnemes katona fia volt.[forrás?] Nagyon fiatalon árvaságra jutott, és egy unokabátyja taníttatta. Még fiatalon (kiskorúan?) eljegyezték annak leányával. Egy este betolakodóra talált a házában, egy ismerős úriemberre, akit féltékenységből megölt a fiatal hölggyel együtt. Az uralkodó becsületkódex elégséges igazolásnak számított erre, de törvény szerint közönséges merényletnek minősült, ezért menekülnie kellett.
Miután Dél-Spanyolországban csavargó életet élt, Ecijában letartóztatták, és Toledóba szállították, kegyetlenül megkínozták, hogy általános vallomást csikarjanak ki az elmúlt hónapokbeli életéről. Volt ereje ahhoz, hogy ne engedjen a fájdalomnak, és végül meg tudott szabadulni a börtönből, részben egy, a börtönnel szemben lévő zárdában élő apáca segítségével, részben pedig barátai közbenjárásával. Nápolyba ment, ahol Osuna herceg, akkori alkirály szolgálatába állt. 
Sok harcot vívott mind a törökkel, mind a velenceiekkel; az alkirály alkalmazta a Velence elleni összeesküvésben. Álruhában a lagúnák városába küldték, hogy felgyújtsa az Arzenált, de időben figyelmeztették, hogy az összeesküvést elárulták, ezért megszökött. Mecénása bukása után Estrada herceg folytatta csavargó életét, Bethlen Gábor alatt „táncmesterként” szolgált Erdélyben és a harmincéves háborúban.
1633-ban belépett a San Juan de Dios rendjébe, és valamikor 1637 után (1647?) halt meg Szardínián, ahol köztudottan részt vett a sziget védelmében a francia támadás idején.

## Memoárja
Emlékiratokat hagyott hátra Comentarios de el desengenado de Si Mismo prueba de todos estados, y eleccíon del Mejor de ellos (Annak a kommentárjai, aki ismerte saját csekély értékét, az ember állapotának próbakövét és a legjobb választását) címmel. Különböző időpontokban írta a fejezeteket, s egyes részei elvesztek. Stílusa gyakran sikamlós és pontatlan, emiatt az utókor ítészei nem minden részletében bíznak meg benne, de elképesztően élénk, és csodálatos képet fest az akkori spanyol társadalom nagy részének erkölcsi és intellektuális állapotáról. Jótevője, Bethlen fejedelem udvarát is hálás szavakkal örökítette meg. Az emlékiratokat Don Pascual de Gayangos újranyomta a Memorial Histórico Español, vol. XII. (Madrid, 1860) keretében. 

## Fordítás
- Ez a szócikk részben vagy egészben  a   Diego Duque de Estrada című angol Wikipédia-szócikk ezen változatának fordításán alapul.  Az eredeti cikk szerkesztőit annak laptörténete sorolja fel. Ez a jelzés csupán a megfogalmazás eredetét és a szerzői jogokat jelzi, nem szolgál a cikkben szereplő információk forrásmegjelöléseként.